# Le Conte de fées d'Iznogoud
Le Conte de fées d'Iznogoud est le douzième album de la série de bandes dessinées Iznogoud, écrite par René Goscinny et dessinée par Jean Tabary. Il est paru en 1976.

## Conte de fées
Iznogoud rencontre une fée apprentie qui est arrivée par erreur à Bagdad. Élève médiocre à l'école des fées, elle se vante de ses dons à Iznogoud qui décide de les utiliser.

## Le Miroir au zalouett
Iznogoud entre par un miroir dans un monde inversé dont il espère qu'il pourra lui permettre de prendre le pouvoir.

## Le Lit escamoteur
Confronté à un Calife qui ne fait que dormir, Iznogoud rend visite à un marchand de meubles qui lui propose un lit dépliant qui fait disparaître ceux qui se couchent dessus.

## Les Minarets magiques
Confrontés à une révolte des lecteurs de la BD d'Iznogoud, les auteurs Goscinny et Tabary se résolvent à laisser une chance à Iznogoud de devenir Calife à la place du Calife. Il s'ensuit un parcours plein de péripéties.